# 双葉社Webマガジン
「双葉社Webマガジン」（ふたばしゃウェブマガジン）とは双葉社が自社の公式ホームページ内で運営する、登録不要かつ閲覧無料のウェブコミック配信サイトである。コミックス、小説、エッセイ、趣味・実用、アダルト（18歳以上が閲覧可能）の各ジャンルがある。プラグインフリービューア形式、またはPDF形式を使って配信している。なお、連載終了した作品でも一部（または全部）が閲覧可能になっている。2022年7月7日をもって更新を終了、同年8月末に作品公開を終了。
一部作品については同じ双葉社の『Web漫画アクション』『WEBコミックアクション』に移行しているものもある。

## 連載中

### コミックス
- ドーナツボックス（いしいひさいち）
- ガチ博士のヤンキーラボラトリー（真右衛門）
- 台湾でゼロからはじめる中国語（小道迷子）
- オンダンバタケ（内田春菊）
- 町の子の黄昏（レオナルド☆いも）※峯正澄のコラムとのコラボレーション作品
- スイートピー（小田原ドラゴン）

### 小説
- 女らしさなんてくそくらえ（片川優子）

### エッセイ
- せずには帰れない 電脳版（島村洋子）
- 気になるあいつ（わかぎゑふ）

### 趣味・実用
- マンガの創り方（山本おさむ）

## 連載終了

### コミックス
- 三日経ったら違う女（内田春菊）
- 帰ってきたどらン猫2（はるき悦巳）
- 女いっぴき猫ふたり（伊藤理佐）
- 台湾素食（小道迷子）

### エッセイ
- まんがと生きて（わたなべまさこ）

## web漫画アクションへ移行
- シートン（谷口ジロー）
- 真・異種格闘大戦（相原コージ）
- マエストロ（さそうあきら）
- 耳かきお蝶（湯浅ヒトシ）

## WEBコミックアクションへ移行
- 馬なり1ハロン劇場（よしだみほ）